# Nationwide Tour 2008
De Nationwide Tour 2008 was het 19de seizoen van de opleidingstour van de PGA Tour en het zesde seizoen onder de naam Nationwide Tour. Het seizoen begon met het Movistar Panama Championship, in januari 2008, en eindigde met het Nationwide Tour Championship, in november 2008. Er stonden 30 toernooien op de agenda.

## Kalender
| Data  | Data  | Toernooi                                     | Stad                        | Winnaar           | Score | Score | Info                 |
| ----- | ----- | -------------------------------------------- | --------------------------- | ----------------- | ----- | ----- | -------------------- |
| 24-01 | 27-01 | Movistar Panama Championship                 | Panama-Stad, Panama         | Scott Dunlap      | 277   | –3    |                      |
| 31-01 | 03-02 | Mexico Open                                  | Léon, Mexico                | Jarrod Lyle       | 267   | –17   |                      |
| 14-02 | 17-02 | HSBC New Zealand PGA Championship            | Christchurch, Nieuw-Zeeland | Darron Stiles     | 134   | –10   | 36-holes (regenweer) |
| 21-02 | 24-02 | Moonah Classic                               | Melbourne, Australië        | Ewan Porter       | 275   | –13   | Nieuw toernooi       |
| 27-03 | 30-03 | Chitimacha Louisiana Open                    | Broussard, Louisiana        | Gavin Coles       | 272   | –12   |                      |
| 03-04 | 06-04 | Livermore Valley Wine Country Championship   | Livermore, Californië       | Aron Price po     | 283   | –5    |                      |
| 17-04 | 20-04 | Athens Regional Foundation Classic           | Athens, Georgia             | Robert Damron po  | 277   | –11   |                      |
| 24-04 | 27-04 | Henrico County Open                          | Richmond, Virginia          | Greg Chalmers po  | 274   | –14   |                      |
| 01-05 | 04-05 | South Georgia Classic                        | Valdosta Georgia            | Bryan DeCorso     | 274   | –14   |                      |
| 08-05 | 11-05 | Fort Smith Classic                           | Fort Smith, Arkansas        | Colt Knost        | 268   | –12   |                      |
| 15-05 | 18-05 | BMW Charity Pro-Am                           | Greer, South Carolina       | David Mathis      | 266   | –20   |                      |
| 22-05 | 25-05 | Melwood Prince George's County Open          | Potomac, Maryland           | Jeff Klauk        | 276   | –12   |                      |
| 29-05 | 01-06 | Bank of America Open                         | Glenview, Illinois          | Kris Blanks       | 272   | –16   |                      |
| 05-06 | 08-06 | Rex Hospital Open                            | Raleigh, North Carolina     | Scott Gutschewski | 270   | –14   |                      |
| 19-06 | 22-06 | Knoxville Open                               | Knoxville, Tennessee        | Jarrod Lyle       | 269   | –19   |                      |
| 26-06 | 29-06 | Ford Wayne Gretzky Classic                   | Thornbury, Canada           | Justin Hicks po   | 269   | –16   | Nieuw toernooi       |
| 10-07 | 13-07 | National Mining Association Pete Dye Classic | Bridgeport, West Virginia   | Rick Price po     | 273   | –15   |                      |
| 17-07 | 20-07 | Price Cutter Charity Championship            | Springfield, Missouri       | Colt Knost        | 262   | –26   |                      |
| 24-07 | 27-07 | Nationwide Children's Hospital Championship  | Columbus, Ohio              | Bill Lunde        | 279   | –5    |                      |
| 31-07 | 03-08 | Cox Classic                                  | Omaha, Nebraska             | Ryan Hietala po   | 265   | –19   |                      |
| 07-08 | 10-08 | Preferred Health Systems Wichita Open        | Wichita, Kansas             | Scott Piercy      | 262   | –22   |                      |
| 14-08 | 17-08 | Xerox Classic                                | Rochester, New York         | Brendon de Jonge  | 267   | –13   |                      |
| 21-08 | 24-08 | Northeast Pennsylvania Classic               | Scranton, Pennsylvania      | Scott Piercy      | 267   | –13   |                      |
| 04-09 | 07-09 | Utah Championship                            | Sandy, Utah                 | Brendon Todd      | 266   | –22   |                      |
| 11-09 | 14-09 | Albertsons Boise Open                        | Boise, Idaho                | Chris Tidland     | 264   | –20   |                      |
| 18-09 | 21-09 | Oregon Classic                               | Junction City, Oregon       | Matt Bettencourt  | 269   | –19   |                      |
| 09-10 | 12-10 | WNB Golf Classic                             | Midland, Texas              | Marc Leishman     | 267   | –20   |                      |
| 16-10 | 19-10 | Chattanooga Classic                          | Chattanooga, Tennessee      | Arjun Atwal po    | 264   | –24   |                      |
| 23-10 | 26-10 | Miccosukee Championship                      | Miami, Florida              | D.A. Points       | 272   | –12   |                      |
| 06-11 | 09-11 | Nationwide Tour Championship                 | Lakeside, Californië        | Matt Bettencourt  | 267   | –17   |                      |

| po = winnaar na play-off |